# Commonwealth Bank of Australia
Commonwealth Bank of Australia (CBA), lub CommBank, jest australijskim międzynarodowym bankiem posiadającym oddziały w Nowej Zelandii, Azji, Stanach Zjednoczonych i Wielkiej Brytanii. Świadczy różnorodne usługi finansowe, w tym bankowość detaliczną, biznesową i instytucjonalną, zarządzanie funduszami, emerytury, ubezpieczenia, inwestycje i usługi maklerskie. W sierpniu 2015 r. Commonwealth Bank była największą australijską spółką notowaną na Australijskiej Giełdzie Papierów Wartościowych, obejmująca takie marki, jak Bankwest, Colonial First State Investments, ASB Bank (Nowa Zelandia), Commonwealth Securities (CommSec) i Commonwealth Insurance (CommInsure). Jego dawne części składowe to Commonwealth Trading Bank of Australia, Commonwealth Savings Bank of Australia i Commonwealth Development Bank.
Założony w 1911 r. przez rząd australijski i w pełni sprywatyzowany w 1996 r. Commonwealth Bank jest jednym z „wielkiej czwórki” australijskich banków, obok National Australia Bank (NAB), ANZ i Westpac. Od 12 września 1991 r. bank jest notowany na Australijskiej Giełdzie Papierów Wartościowych.
Dawną główną siedzibą Commonwealth Bank był Budynek Commonwealth Trading Bank na rogu Pitt Street oraz Martin Place, Sydney, który został odnowiony w 2012 roku do użytku detalicznego i komercyjnego oraz (od 1984 do 2012 roku) Budynek Państwowego Banku Oszczędnościowego na Martin Place, który został sprzedany w 2012 roku Macquarie Bank. Siedziba została przeniesiona na Tower 1, 201 Sussex Street i dwa nowe dziewięciopiętrowe budynki, które powstały na miejscu dawnego SEGA World Sydney, w Darling Harbour po zachodniej stronie centrum Sydney.